# Roukesaari
Roukesaari är en ö i Finland. Den ligger i sjön Roukejärvi och i kommunen Hirvensalmi i den ekonomiska regionen  S:t Michel och landskapet Södra Savolax, i den södra delen av landet, 200 km norr om huvudstaden Helsingfors. Öns area är 10,3 hektar och dess största längd är 0,5 kilometer i nord-sydlig riktning.